# Convoi GP55
Le convoi GP55 était un convoi de navires Alliés voyageant entre Sydney et Brisbane en juin 1943 pendant la Seconde Guerre mondiale. Le convoi comprenait dix navires cargo, trois Landing Ship Tanks et une escorte de cinq corvettes. Le sous-marin japonais I-174 attaqua le convoi le 16 juin, coulant le cargo américain Portmar et endommageant l'USS LST-469. Deux des corvettes contre-attaquèrent l'I-174, mais sans lui causer de lourds dégâts.
Les militaires australiens effectuèrent des recherches intensives pour retrouver l'I-174 dans les jours suivant l'attaque avec le sentiment qu'ils l'avaient fortement endommagé. La recherche ne fut pas fructueuse et mit en valeur la mauvaise communication entre la Royal Australian Navy (RAN) et la Royal Australian Air Force (RAAF). En raison de la détérioration de la situation stratégique du Japon, l'I-174 fut le dernier sous-marin de la Marine impériale japonaise à opérer au large des côtes australiennes.

## Contexte
Au cours des années 1942 et 1943, les sous-marins japonais sont régulièrement intervenus dans les eaux entourant l'Australie. Un groupe de sous-marins avait attaqué le port de Sydney dans la nuit du 31 mai au 1er juin 1942 et les attaques contre les navires marchands circulant le long de la côte Est avaient commencé quelques jours plus tard. Ces attaques se sont poursuivies jusqu'en août 1942, lorsque les forces sous-marines japonaises ont été redéployées. Le sous-marin de classe Kaidai I-174 fit une patrouille de 24 jours au large de l'Australie en juillet et août 1942, mais n'attaqua pas les navires. En réponse aux attaques japonaises, les autorités maritimes australiennes ordonnèrent que tous les navires avec un déplacement de plus de 1 200 tonnes et une vitesse maximale inférieure à 12 nœud voyageraient en convois escortés à partir du 8 juin. Ces convois réussirent à minimiser les pertes et aucun navire escorté ne fut coulé au large de l'Australie en 1942.

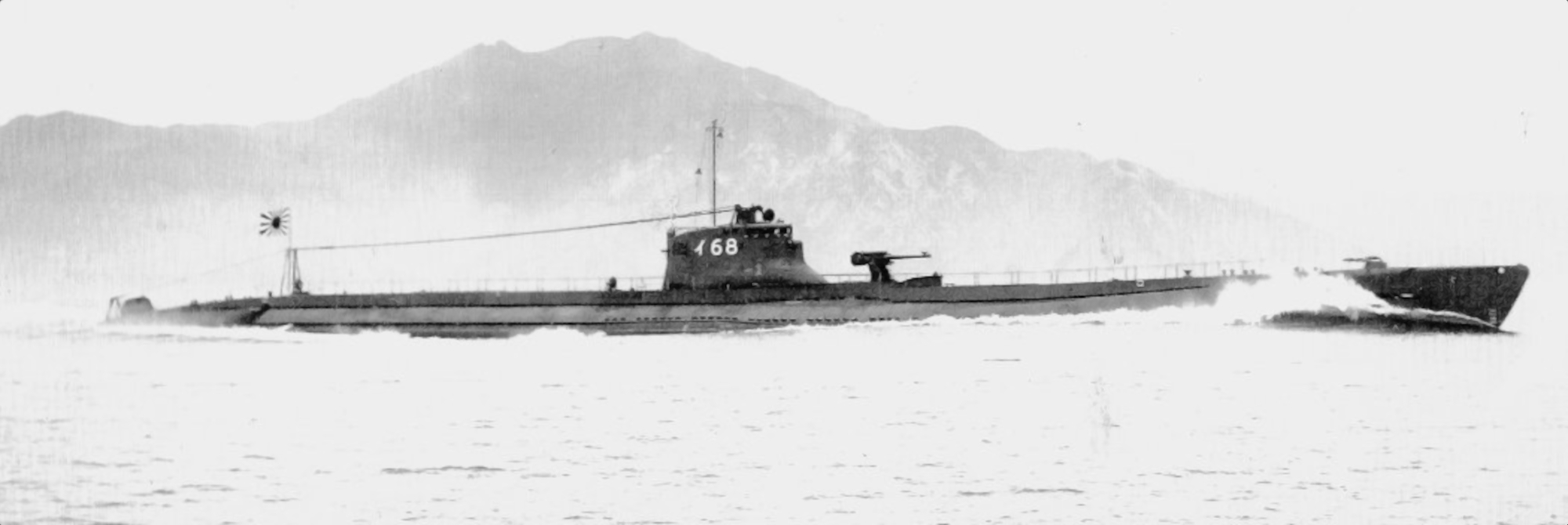
Sous-marin japonais I-168 de la même classe que le I-174

Les sous-marins japonais reprirent leurs opérations dans les eaux australiennes en janvier 1943. L’I-21 patrouilla avec beaucoup de succès en janvier et février, période au cours de laquelle il coula cinq navires, et deux autres sous-marins opérèrent au large de Sydney et de Brisbane en mars. Un groupe de cinq bateaux de la troisième escadre de sous-marins attaqua les navires sur toute la longueur de la côte est australienne en avril et en mai pour essayer de perturber la ligne d'approvisionnement des Alliés vers la Nouvelle-Guinée. Ce fut l'apogée de l'offensive des sous-marins japonais contre l'Australie et neuf navires furent coulés au large de la côte est en un mois. Contrairement à 1942, plusieurs attaques contre les navires circulant dans des convois eurent du succès.
Le grand nombre d'attaques japonaises en 1943 mit à rude épreuve les forces alliées chargées de protéger la navigation au large de l'Australie orientale. Les autorités maritimes furent contraintes en avril de réduire le nombre de convois de sorte que leur escorte put être portée à au moins quatre navires de guerre. La RAAF augmenta également considérablement le nombre d'avions affectés à escorter les convois et les navires circulant de façon indépendante. De nouveaux navires et avions équipés pour la lutte anti-sous-marine furent mis en service en mai, mais cela ne fut toujours pas suffisant pour contrer les attaques japonaises.
Le naufrage du navire-hôpital australien AHS Centaur le 14 mai 1943 avec de lourdes pertes en vies humaines avait conduit le Conseil consultatif de guerre à recueillir des informations de la RAN et la RAAF sur les mesures prises pour protéger les navires. Alors que la RAN avait reconnu que les corvettes de classe Bathurst qui formaient la majeure partie des forces d'escorte étaient trop lentes, elle avait fait aussi valoir que les pertes subies par les convois escortés par l'armée australienne n'étaient pas pires que celles dans d'autres parties du monde. En dépit des assurances de la Marine, les forces anti-sous-marines australiennes ont souffert d'un manque de possibilités et d'une mauvaise coordination entre la RAN, la RAAF et l'United States Navy. L'armée australienne n'avait pas non plus suivi le rythme des améliorations des armées britanniques et américaines qui mettaient pleinement en applications les tactiques qui avaient connu le plus de succès sur d'autres théâtres de la guerre.

## L'attaque
Le sous-marin I-174 avait quitté la base navale de Truk au Japon le 16 mai 1943 sous le commandement du lieutenant Nobukiyo Nanbu et était arrivé au large de Sandy Cape, au Queensland, le 27 mai. C'était le seul sous-marin japonais opérant au large de l'Australie à l'époque, car tous les autres sous-marins disponibles étaient déployés pour contrer l'avance des Alliés dans les îles Salomon. Il avait essayé en vain de lancer une torpille sur le navire américain Point San Pedro le 1er juin, échangé des coups de feu avec le transporteur américain Edward Chambers trois jours plus tard et, le 5 juin, avait été chassé par l'escorte du convoi PG 53. Le 7 juin, il avait tiré quatre torpilles sur le liberty ship américain John Bartram qu'il manqua. Il aperçut un autre convoi, le 13 juin, mais était trop loin pour attaquer. Pendant cette période, il a été attaqué à plusieurs reprises par l'aviation et les navires de guerre alliés mais n'a pas subi de dommages.
Le convoi GP55 avait été formé à la mi-Juin 1943 et était l'un d'au moins les 69 convois qui avaient relié Sydney à Brisbane en 1943. Il comprenait dix cargos et trois navires de débarquement LST de l'US Navy et était escorté par les corvettes de classe Bathurst Warrnambool (qui transportait le commandant en chef), Bundaberg,  Cootamundra, Deloraine et Kalgoorlie. Après le départ de Sydney à 8 h 45 le 15 juin le convoi avançait sur cinq colonnes, avec trois navires dans chacune des colonnes du centre et deux dans celles sur les bords. L'escorte entourait le convoi, avec quatre navires devant lui et le Deloraine à l'arrière. Les avions de la RAAF Anson et Beaufort patrouillaient également en alternance au-dessus du convoi. Le transporteur américain Portmar, qui avait été gravement endommagé lors du bombardement de Darwin le 19 février 1942, avait des difficultés à maintenir sa place dans le convoi et se retrouvait parfois derrière les autres navires.
L’I-174 vit le convoi à environ 35 milles nautiques (65 km) à l'est de cap Smoky à 16 h 37 le 16 juin. Le sous-marin commença immédiatement ses préparatifs pour attaquer les navires alliés et pénétra facilement l'écran de l'escorte. À ce moment-là, le Portmar essayait de rejoindre sa place dans le convoi et passait au niveau de l'USS LST-469. Ces vaisseaux constituaient une cible idéale pour le sous-marin car ils apparaissaient alignés sur son périscope. Aussi il tira deux torpilles sur eux à 17 heures 20. Une seule torpille frappa le LST près de sa poupe deux minutes plus tard ce qui entraîna de graves dommages au navire, la mort de 26 personnes et 17 blessés. Le Portmar quant à lui repéra le deuxième torpille qui venait sur lui et tenta de s'y soustraire, mais fut également frappé sur son côté tribord. Le cargo qui transportait de l'essence et des munitions prit rapidement feu et il coula dans les dix minutes. Un de ses membres d'équipage et un passager furent tués, et 71 survivants, dont quatre blessés, furent secourus par le Deloraine. Malgré la perte de son entrepont, le LST-469 put rester à flot et fut pris en remorque par la corvette. Cette attaque a été probablement l'attaque la plus réussie menée par un sous-marin japonais aux portes de l'Australie.
Alors que le Deloraine portait assistance aux navires torpillés, les quatre autres navires d'escorte tentaient de localiser le sous-marin japonais. Le sous-marin n'avait pas été repéré pendant son approche du convoi et, après l'attaque, les corvettes australiennes firent demi-tour pour un balayage sonar de la zone d'où était présumé être partie l'attaque. Ce qui était conforme à la tactique récemment adoptée par la marine australienne après les succès rencontrés dans la bataille de l'Atlantique. Le Warrnambool détecta le sous-marin 23 minutes après l'attaque et, avec le Kalgoorlie, soumirent l’I-174 à quatre attaques de grenades anti-sous-marine pendant plus de deux heures jusqu'à ce que le contact avec le sous-marin soit perdu. Un avion de reconnaissance Anson de la 71e escadrille escortait le convoi au moment où les deux navires avaient été torpillés mais il avait peu de carburant et dut retourner à sa base peu après l'attaque. Bien que les corvettes aient cru avoir coulé le sous-marin, celui-ci n'avait été que légèrement endommagé et il se retira vers l'est. L'échec de l'opération incombait à un manque de pratique et au trop petit nombre de navires disponibles pour créer un système de recherche adapté.
Après la fin de l'attaque, le Warrnambool rejoignit le convoi tandis que le Kalgoorlie et le Deloraine participaient à la protection du LST endommagé. La détérioration des conditions météorologiques fit rompre le câble de remorque entre le Deloraine et le LST-469 et la corvette se dirigea vers le port voisin de Coffs Harbour avec les survivants du Portmar et du LST. Le remorqueurHMAS Reserve fut envoyé de Brisbane le 16 juin pour récupérer le LST et le ramener à Sydney, où ils arrivèrent le 20 juin. Le LST-469 transportait des troupes et du matériel pour l'opération Chronicle, un débarquement amphibie prévu sur les îles Woodlark et Kilivila le 30 juin et cette opération fut gênée par cette indisponibilité,.

## Conséquences
Après l'attaque, le commandant en chef de la marine australienne, l'amiral Sir Guy Royle, estima que le sous-marin avait été endommagé et ordonna que des « mesures spéciales » soient prises pour le retrouver. Les avions de la RAAF commencèrent leurs recherches sur une zone de 80 milles marins carrés (270 km2) au sud-est de Coffs Harbour dans la nuit du 16 au 17 juin, tandis que le Deloraine, le Kalgoorlie et le destroyer HMAS Vendetta récemment arrivé sur place patrouillaient sur zone,. Le 17 juin, des avions de reconnaissance Avro Anson eurent à patrouiller sur les routes de repli les plus probables du sous-marin dans l'espoir de l'obliger à rester en plongée pendant la journée et de faire surface la nuit alors que des avions Beaufort équipés de radars assuraient la relève des Ansons après le coucher du soleil et continuaient les recherches.
.

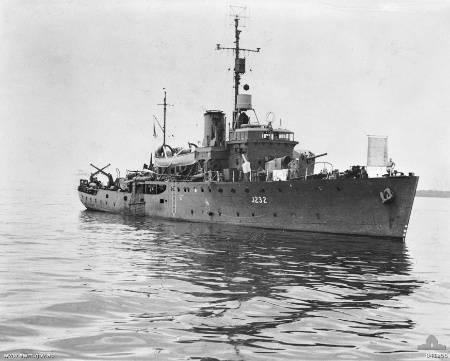
HMAS Deloraine

Au petit matin du 18 juin, deux avions Beaufort de l'escadrille 32 attaquèrent avec des bombes et des balles ce qu'ils prirent pour un sous-marin. Le Deloraine était à moins de 6 miles (9,7 km) de la zone d'attaque de la RAAF, mais il ne reconnut pas les tentatives répétées de l'aviation d'entrer en contact. Les pilotes des Beauforts prétendirent avoir endommagé le sous-marin et des efforts intensifs furent faits le 19 juin pour le localiser et le couler, avec douze avions Ansons balayant la zone en continu, tandis que six bombardiers Vengeance se tenaient prêts à intervenir. Aucune trace du sous-marin ne put être retrouvée et on supposa que le submersible avait été endommagé par un avion mais qu'il s'était échappé. L'observation faite le 18 juin semble avoir été erronée, car le sous-marin était en fait au moins à 60 miles (97 km) à l'est de l'endroit où l'attaque avait eu lieu et elle n'a pas été enregistrée dans le journal de guerre. L’I-174 reçut l'ordre de quitter les eaux australiennes le 20 juin et est arrivé à Truk le 1er juillet. Il n'avait pas été repéré par les navires ou les avions alliés depuis l'attaque du convoi.
L'échec apparent de la coopération entre la RAAF et la RAN pour en finir avec un sous-marin endommagé conduisit Sir Royle à ordonner une enquête sur l'attaque. Elle aboutit à un constat de manque de communication entre les deux services comme principale cause de l'échec, avec des erreurs de procédure tant de l'aviation que de la marine. Le contre-amiral Gérard Muirhead-Gould, l'officier à la tête de la région de Sydney, a également relevé que les communications entre la RAN et la RAAF n'avaient pas été satisfaisantes à des niveaux supérieurs, et que les procédures de communication à utiliser dans les opérations contre les sous-marine n'étaient pas bien connues ou comprises. Pour éviter ces erreurs, il suggéra que la RAN créer un poste de commandant de groupe de navires d'escorte pour organiser et commander les escortes et coordonner leurs tactiques.
Cette attaque fut la dernière menée par un sous-marin japonais sur la côte est de l'Australie. Deux sous-marins japonais furent dépêchés pour patrouiller au large de l'Australie en juillet 1943 mais ils furent détournés vers les îles Salomon, peu avant d'atteindre la côte est. Par la suite, les sous-marins japonais ont été entièrement occupés à répondre aux offensives alliées et au transport de matériel aux garnisons isolées. Lorsque la menace sur la navigation diminua, la RAN cessa d'escorter les convois au sud de Newcastle à partir du 7 décembre 1943 et entre Sydney et Brisbane le 10 février 1944.